# (10002) Багдасарян
(10002) Багдасарян — типичный астероид главного пояса был открыт 8 октября 1969 года советским астрономом Людмилой Черных.
Был назван в честь Александра Сергеевича Багдасаряна — директора научно-исследовательской корпорации «Элко» в Москве. Он является видным специалистом в области радиоэлектроники.

## Орбита

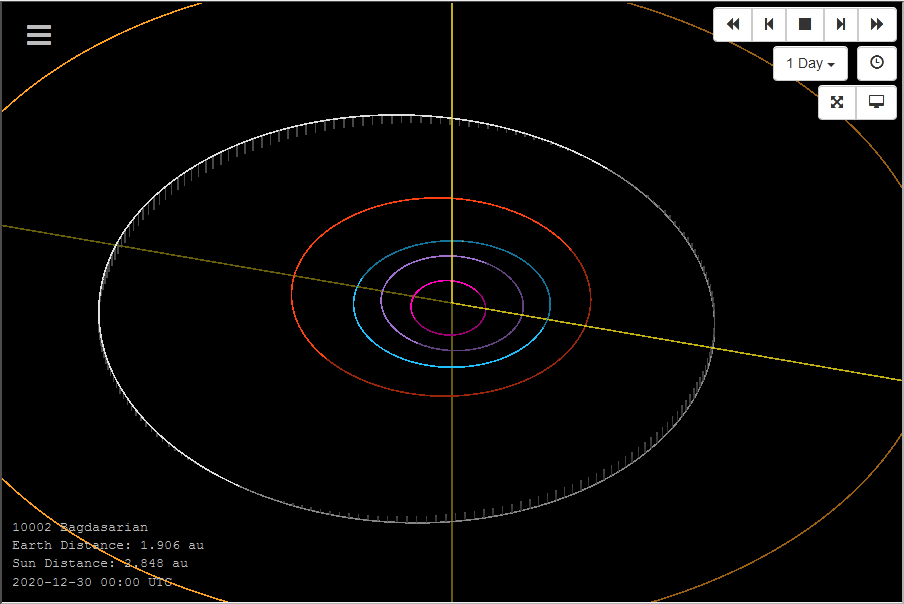
Орбита Астероида

Астероид может приближаться к земле на 1.62221 астрономических единиц.

## Наблюдения
Всего астероид наблюдали 1590 раз в 38 обсерваториях.

## Возможность Миссии
| Название ракета носителя | Облёт | Высадка |
| ------------------------ | ----- | ------- |
| SLS                      | 28 т  | 5465 кг |
| Falcon Heave             | 4 т   | 550 кг  |
| Delta IV                 | 4 т   | 835 кг  |
| Atlas V                  | 2 т   | 335 кг  |